# Concha García Campoy
Pour les articles homonymes, voir García.
 (mars 2019).
Si vous disposez d'ouvrages ou d'articles de référence ou si vous connaissez des sites web de qualité traitant du thème abordé ici, merci de compléter l'article en donnant les références utiles à sa vérifiabilité et en les liant à la section « Notes et références ».
Concepción «Concha» García Campoy, née le 28 octobre 1958 à Terrassa (province de Barcelone, Espagne) et morte le 10 juillet 2013 à Valence, est une journaliste et animatrice espagnole de radio et télévision. 

## Biographie
Concha García Campoy débute professionnellement en 1979, à l'âge de 21 ans, dans une émission de radio de la Cadena COPE à Ibiza. 
En 1984, elle rejoint la chaîne publique TVE.
Elle travaille ensuite pour divers médias dont Cuatro et Telecinco.
En janvier 2012, elle annonce qu'elle est atteinte d'une leucémie. Elle meurt en juillet 2013.